# چرجه
چرجه (به لاتین: Çərəcə) یک منطقه مسکونی در جمهوری آذربایجان است که در شهرستان گوی‌چای واقع شده است. چرجه ۹۸۵ نفر جمعیت دارد.